# Praszka (gemeente)
De gemeente Praszka is een stad- en landgemeente in het Poolse woiwodschap Opole, in powiat Oleski.
De zetel van de gemeente is in Praszka.
Op 30 juni 2006, telde de gemeente 13 876 inwoners.

## Oppervlakte gegevens
In 2002 bedroeg de totale oppervlakte van gemeente Praszka 102,8 km², waarvan:
- agrarisch gebied: 66%
- bossen: 26%

De gemeente beslaat 10,56% van de totale oppervlakte van de powiat.

## Demografie
Stand op 30 juni 2006:
| Omschrijving                   | Totaal | Totaal | Vrouwen | Vrouwen | Mannen | Mannen |
| ------------------------------ | ------ | ------ | ------- | ------- | ------ | ------ |
| eenheid                        | aantal | %      | aantal  | %       | aantal | %      |
| inwoners                       | 13 876 | 100    | 7064    | 50,9    | 6812   | 49,1   |
| bevolkingsdichtheid (inw./km²) | 135    | 135    | 68,7    | 68,7    | 66,3   | 66,3   |

In 2002 bedroeg het gemiddelde inkomen per inwoner 1141,03 zł.

## Administratieve plaatsen (sołectwo)
Aleksandrów, Brzeziny, Gana, Kowale, Kuźniczka, Lachowskie, Prosna, Przedmość, Rosochy, Rozterk, Skotnica, Sołtysy, Strojec, Szyszków, Wierzbie, Wygiełdów.

## Aangrenzende gemeenten
Gorzów Śląski, Mokrsko, Pątnów, Radłów, Rudniki, Skomlin